# Eufijia ovalis
Eufijia ovalis är en tvåvingeart som beskrevs av James 1950. Eufijia ovalis ingår i släktet Eufijia och familjen vapenflugor.
Artens utbredningsområde är Vanuatu. Inga underarter finns listade i Catalogue of Life.